# Todor Dinov
Todor Dinov (bulgară: Тодор Динов) (n. Alexandroupolis, 24 iulie 1919 – d. 17 iunie 2004, Sofia) este un regizor bulgar, considerat părintele animației bulgare. În timpul vieții sale a scris și a regizat peste 40 de filme animate de scurt metraj și câteva filme de lung metraj. El a mai fost un ilustrator popular, pictor, artist grafic și caricaturist.

## Filmografie
Următoarele sunt câteva din filmele de animație regizate de Dinov. Titlurile au fost transliterate din chirilică în latină și, în paranteză, s-a dat traducerea lor aproximativă în limba română:
- Yunak Marko ("Marko Eroul") (1955)
- Prikazka za borovoto klonche ("Povestea crenguței de pin") (1960)
- Gramootvodat ("Paratrăznet") (1962)
- Yabalkata ("Mărul") (1963)
- Revnost ("Gelozie") (1963)
- Margaritka ("Margareta") (1965)
- Izgonen ot raya ("Alungat din Eden") (1967)
- Prometey ("Prometheus XX") (1970)
- Tapanat ("Timpan") (1973)
- Malkoto Anche (2000)